# Club Deportivo Los Chankas
Der Club Deportivo Los Chankas CYC ist ein peruanischer Fußballverein aus Andahuaylas, der 2023 zum ersten Mal in die Liga 1 aufstieg. Der Verein wird auch Los Chankas, Guerreros Chankas oder Chankasaray genannt.

## Geschichte
Der Verein Los Chankas wurde 1989 gegründet und spielte bis 2021 unter dem Namen Club Deportivo Cultural Santa Rosa, in Anlehnung an die Patronin der nationalen Polizei Perus Rosa von Lima. Während sich der Klub aus der Region Apurímac bis 2015 erste regionale Erfolge sicherte, konnte er von 2010 bis 2015 in der Copa Péru vier Mal teilnehmen. Drei Mal scheiterte Los Chankas in der Regionalphase, 2015 gelang der Einzug in die Nationalphase. Dadurch erhielt Chankasaray eine Einladung zur Segunda División. Dort spielte der Klub bis 2023 und schaffte als Vizemeister den Aufstieg in die Liga 1. 2021 hatte sich der Verein in den heutigen Namen Los Chankas CYC umbenannt. 2024 wurde Los Chankas CYC das erste Team der Region in der höchsten Spielklasse Perus.

## Erfolge
- Peruanischer Zweitliga-Vizemeister: 2023

## Stadion
Der CD Los Chankas trägt seine Heimspiele im Estadio Los Chankas aus, das eine Kapazität von 10.000 Plätzen hat. Das Stadion liegt auf knapp 3.000 m über NN und gehört zu den höchst gelegenen Stadien der peruanischen Liga.